# سیارک ۱۹۲۹۱
سیارک ۱۹۲۹۱ (به انگلیسی: 19291 Karelzeman، نامگذاری:1996LF) نوزده هزار و دویست و نود و یکمین سیارک کشف شده‌است که در ۶ ژوئن ۱۹۹۶ کشف شد.
قدر مطلق سیارک برابر ۱۳٫۳۰ است.